# Wilhelm Kemper (Politiker, Dezember 1904)
Wilhelm Kemper (* 9. Dezember 1904 in Kettwig; † nach 1950) war ein deutscher Politiker (SED). Er war von 1946 bis 1950 Landtagsabgeordneter in Sachsen-Anhalt.

## Leben
Kemper schloss zunächst eine Ausbildung zum Schlosser ab, anschließend besuchte er eine Fachschule und wurde Ingenieur.
Politisch engagierte er sich in der SPD und im Reichsbanner Schwarz-Rot-Gold. Nach dem Verbot der SPD 1933 arbeitete er weiter für die SPD, weswegen er eine Zeit lang in Essen in Schutzhaft saß. Ab 1935 arbeitete er in den Junkerswerken in Dessau und später in Zittau. Im Zweiten Weltkrieg wurde er nicht für den Dienst in der Wehrmacht verpflichtet, allerdings musste er am Ende des Krieges im Volkssturm dienen. 
Nach dem Krieg wurde er durch die Zwangsvereinigung von SPD und KPD zur SED Mitglied der SED und wurde zunächst Bezirksvorsitzender der SED im Bezirk Dessau-Anhalt; nach Auflösung der Bezirke 1947 dann Landessekretär. Außerdem war er Referent im Sachsen-Anhaltischen Innenministerium, wo er zum Oberregierungsrat befördert wurde. Am 31. März 1950 wurde er jedoch (angeblich wegen organisatorischer Veränderungen) entlassen.
Außerdem wurde er im Oktober 1946 in den Landtag von Sachsen-Anhalt gewählt. Sein Mandat legte er am 4. September 1950 nieder.